# 四竈孝輔
四竈 孝輔（しかま こうすけ、1876年（明治9年）10月26日 - 1937年（昭和12年）12月11日）は、日本の海軍軍人。海兵25期・海大7期。最終階級は海軍中将。宮城県仙台市出身。

## 経歴
仙台藩家老・四竈信直の四男として生まれる。海軍予備校、第二高等学校中退を経て、1897年12月、海軍兵学校（25期）を卒業（卒業席次は9位）。1899年2月、海軍少尉に任官。
「磐手」回航委員、横須賀海兵団分隊長心得、「天城」航海長心得、「愛宕」航海長などを経て、日露戦争には「宇治」航海長として出征し、日本海海戦時には第2艦隊参謀であった。呉鎮守府参謀兼副官、南清艦隊参謀などを経て、1909年11月、海軍大学校（甲種7期）を卒業した。
「敷島」「薩摩」の各分隊長、皇族付（伏見宮博恭王付）武官、第3艦隊参謀、横須賀鎮守府艦隊参謀、兼博恭王付武官、「敷島」「肥前」「霧島」の各副長、第2戦隊参謀、「津軽」艦長などを歴任し、1917年2月、侍従武官となった。1921年12月、海軍少将に進級。
さらに、軍令部出仕、大湊要港部司令官を経て、1925年12月、海軍中将に進級すると同時に軍令部出仕となり、同月に予備役に編入された。のち、伏見宮別当を勤めた。墓所は多磨霊園(21-1-22-10)

## 人物像
後輩の堀悌吉（兵32期首席）と親しかった。

## 栄典
位階
- 1899年（明治32年）3月10日 - 正八位[3]
- 1900年（明治33年）12月8日 - 従七位[4]
- 1902年（明治35年）12月25日 - 正七位[5]
- 1907年（明治40年）11月30日 - 従六位[6]
- 1913年（大正2年）2月10日 - 正六位[7]
- 1916年（大正5年）12月28日 - 従五位[8]
- 1922年（大正11年）1月20日 - 正五位[9]
- 1925年（大正14年）12月28日 - 正四位[10]

勲章
- 1905年（明治38年）11月30日 - 勲六等瑞宝章[11]
- 1906年（明治39年）4月1日 - 功五級金鵄勲章・勲五等双光旭日章・明治三十七八年従軍記章[12]
- 1912年（大正元年）11月21日 – 勲四等瑞宝章[13]

## 親族
- 妻 四竈たけ：宮島誠一郎（貴族院議員）の娘
- 三男 四竈安正: 水産学者・観音崎自然博物館保存会長
- 四男 四竈信治：陸士53期、陸軍大尉（戦死）
- 姪 山口孝子：山口多聞（兵40期次席、海軍中将）の妻

## 著書
- 『侍従武官日記』芙蓉書房、1980年。